# 馬克多尼夫卡 (盧圖吉諾區)
48°14′12″N 39°17′41″E / 48.23667°N 39.29472°E
馬克多尼夫卡（烏克蘭語：Македонівка）是位於烏克蘭東部的村莊，由盧甘斯克州卢甘斯克区的盧圖希內市鎮負責管轄。該村面積5.2平方公里，海拔高度178米，2001年人口599，人口密度每平方公里115.2人。